# 西村知美
西村 知美（にしむら ともみ、1970年12月17日 - ）は日本のタレント。本名：西尾 知美（にしお ともみ、旧姓：西村）。山口県宇部市出身。堀越高等学校卒業。夫は元タレントの西尾拓美。愛称は「とろりん」。

## 略歴

### 歌手デビューまで
1970年12月17日、山口県宇部市の宇部興産工業病院にて生まれる。父親が歌手の沢知美のショーを観覧しに行っていた際にちょうど生まれたことから、「知美」と名付けられる。小学校時代、動きがトロトロしていたことから「トロリ」と呼ばれるようになる。宇部短大付属藤山幼稚園・宇部市立藤山小学校を経て宇部市立藤山中学校へ入学。中学2年だった1984年11月、姉が写真を応募したことにより、雑誌『Momoco』のモモコクラブに桃組出席番号922番として掲載される。翌1985年4月、同誌より主催された「第1回ミス・モモコクラブ」でグランプリを受賞。所属事務所も芸映に決定し、中3の夏休みに映画出演と歌手デビューが決まり、月に一度に上京してレッスンに通った。中学卒業後、堀越高等学校に入学。クラスメートには斉藤満喜子、酒井法子、渡辺美奈代などが居た。

### アイドル時代

#### 1986年（昭和61年）
1986年3月に映画『ドン松五郎の生活』で女優デビューし、同時に主題歌「夢色のメッセージ」で東芝EMIよりアイドル歌手としてもデビュー。キャッチコピーは「一秒ごとのきらめき・・・知美」。デビューコンベンションには菊池桃子の他、事務所の先輩である河合奈保子、石川秀美、芳本美代子が駆けつけた。デビュー曲「夢色のメッセージ」はオリコン初登場2位を記録。TBS系『ザ・ベストテン』へも4週連続（6→7→10→10）でランクイン。以降、キュートなルックスと天然ボケのキャラクターで歌手・女優・バラエティなど多方面に活動する。正統派アイドルとしてファンの支持を集め、おニャン子クラブの対抗勢力として健闘したモモコクラブでは杉浦幸・島田奈美と共に"桃組三人娘"と呼ばれた。正統派アイドルという点において、80年代に吹き荒れたおニャン子クラブ旋風に巻き込まれなかったのは、斉藤由貴と南野陽子、そして西村であったといわれる。同年9月リリースの「わたし・ドリーミング」はオリコン3位、『ザ・ベストテン』へも3週連続（6→5→7）ランクイン。同年の第28回日本レコード大賞・新人賞を受賞した。
10月リリースの「君は流れ星」はテレビアニメ『がんばれ!キッカーズ』（日本テレビ系）の主題歌となり、スポーツ少年のアニメのテーマソングとして、一連の"夢シリーズ"のシングルとは異なるアップテンポな曲調となった。また同アニメにおいて声優として、キャラクターの声も担当している。
12月の自身の誕生日にリリースされた「16粒の角砂糖」は、同郷の宇部市出身の音楽家・辻畑鉄也による作曲となり、オリコン3位を獲得。また、自身が出演する東芝ラジカセ「SUGER L」のCMソングとして使用された。

#### 1987年（昭和62年）
3月、月曜ドラマランド『 ぺぱ〜みんと・エイジ』でテレビドラマ初主演。同月、東京厚生年金会館でファーストコンサートを開催。6月、『すてきな三角関係 壁際族に花束を』（TBS系）出演。初のレギュラードラマとなり、事務所の先輩である石川秀美と共演した。7月、フジテレビ系『火曜ワイドスペシャル・オールスターハワイ大旅行団』出演。田原俊彦、近藤真彦、シブがき隊、中森明菜、小泉今日子、菊池桃子、荻野目洋子、中山美穂、国生さゆりらと共演する。ライオンや日産自動車などの大手企業のCMキャラクターにも起用され、『CM NOW』誌における1987年の女性タレント人気ランキングでは、後藤久美子、南野陽子に次ぐ第3位となった。
1987年リリースのシングルでは「シンフォニーの風」「初めまして 愛」「ポケットに太陽」がオリコン週間チャートトップテン入りし、『ザ・ベストテン』へも「初めまして 愛」（8位、1987年6月25日放送回）「ポケットに太陽」（6→10位、1987年8月20、27日放送回）「想い出の冬休み」（9位、1987年12月3日放送回）でランクインしている。

#### 1988年（昭和63年）
4月、NHK連続テレビ小説『ノンちゃんの夢』に出演。主人公（藤田朋子）の妹役を演じる。同番組は平均視聴率39.1、最高視聴率50.6%を記録し、西村を国民的アイドルに押し上げた。また、郷里の山口県知事選挙の啓発キャンペーンキャラクターに起用される。
5月リリースの細野晴臣作曲のシングル「天使のゆびさき」はオリコン7位、『ザ・ベストテン』へも10位でランクイン。ザ・ベストテンへは本曲が最後のランクインとなった。
10月、日本テレビ系『猫、ふんじゃッた!』出演。自身初のコメディとなる。シングル「きゃきゃきゃのきゃ」が番組主題歌として使用されたほか、西田敏行＆ラブファミリー名義で番組EDテーマ「LOVE-ラブソングを作ろう」のレコードも発売された。

#### 1989年（昭和64年/平成元年）
2月、堀越高等学校卒業。4月、お笑い番組『ドリフ大爆笑』出演。『志村けんのバカ殿様』『加トちゃんケンちゃんごきげんテレビ』などのコント番組にも出演した。
8月、イベント「フェスタしずおか」出演。吉沢秋絵、島田奈美、相川恵里らと共演する。
10月、テレビ朝日系『暴れん坊将軍III』スペシャルに出演。自身初の時代劇出演となる。
11月、熱狂的ファンにより、西村の姉が誘拐される事件が発生する。通行人が110番通報し、姉は無事に保護された。

### タレント活動

#### 90年代
1990年代以降、2時間ドラマや時代劇のほか、『さんまのからくりTV』レギュラーなどバラエティ番組に数多く出演。事務所の方針で水着やキスシーンはNGであったため、1980年代アイドルの中では、1990年代以降も清純派のイメージを保ち続けた稀有なキャラクターとなった。
1995年、テレビドラマ『星の金貨』（日本テレビ系）出演。親友で主演の酒井法子と共演した。
1996年、ACジャパンの手話CM「これだけおぼえてください」に出演。
1997年（26歳）、元タレントでCHA-CHAのメンバー、現在は料理人をしている西尾拓美と結婚。また、この年1987年から10年間にわたり薬物乱用防止運動（ダメ。ゼッタイ。）のキャンペーンガール（結婚後はキャンペーンレディ）を務めたことから園遊会に招待された。

#### 2000年代以降
2002年、日本テレビ主催『24時間テレビ』では、ホノルルマラソンの経験も活かし、チャリティーマラソンランナーとなる。
2003年8月2日、苦悩の時期を乗り越え、長女を出産した。
2009年、7月、「ブログって何ですか」というタイトルのブログを開設（現在は削除）。
2012年2月28日、南野陽子・森口博子との3人組ユニット「Blooming Girls」の結成を発表した。
2012年6月13日「Blooming Girls」としてデビューシングル「Knock!! Knock!! Knock!!」を発売。

## 人物・エピソード
- 芸能界屈指の「資格マニア」として知られている[39]。
- 親は公務員で、姉は1歳上[40]。
- 愛称は「知美ちゃん」「トロリン」[8]。トロリンとは、動きが遅く、給食もなかなか食べ終わらないなど動きが遅かったことから「何をするのもトロいから“トロリ”」と言われていたことからによる[40]。ほんわかとした天然キャラが売り[8]。持ち前のバイタリティを活かしてバラエティ番組でも活躍した[8]。尚、愛称については、ひらがな表記の「とろりん」が正しい表記であるとされる[41]。
- チャームポイントは顎の先まで伸びる長い舌。また麺をすすることが出来ないため、口の中でスパゲッティやそばを長い舌で巻きつけながら食べる。この独特な食べ方は長女もできるが、人前ではあまりしないように言い聞かせているという。
- 中学時代からチェッカーズの熱狂的なファンであり、ファンクラブにも入っていた[42]。2019年8月頃には同じチェッカーズファンだった大西結花とともに藤井フミヤのコンサート「FUMIYA FUJII ANNIVERSARY TOUR 2019」を見に行き、楽屋でフミヤに会っている[43]。
- 本人曰く、中学生時代まで内気で恥ずかしがり屋で、授業中先生に当てられるなど何かというと赤面することから「トマトちゃん」、おとなしく暗いことから「ネクラちゃん」と言われていたという[40]。
- アニメ・漫画・ゲームが好きで、『アニメージュ』でコラム「あにめってらぶりー」を担当していた。特に好きな作品は『うる星やつら』で、そのファンクラブにも入っていた。デビュー前に「読者脚本コンテスト」に応募したほど（20名ほどの候補作に残り、雑誌に名前も掲載された。応募脚本はエッセイ本『夢幻童子』に収録）。また、ファンクラブ会員向けのシナリオのプレゼントが当たらず、自分で台詞を書き起こし、音を消したビデオに自分の声を当てるということもしていた[40]。1991年の劇場版作品『うる星やつら いつだってマイ・ダーリン』では念願が叶い、女の子C役で声の出演を果たした（ただし、西村の名前はクレジットされず、愛称であるトロリン名義）。他の高橋の作品も全て好んでおり短編集なども詳しい。中学でテニス部に入ったのも『新・エースをねらえ!』の影響だったと話している[40]。
- デビュー当初は本人の憧れであり、系列事務所の先輩でもあった菊池桃子のイメージを踏襲する形で、菊池桃子の妹分として売り出された。菊池には大変可愛がってもらい、『夜のヒットスタジオ』で共演した際にはイヤリングをもらったほか、デビュー5周年の記念にサインを変更した際も菊池に考えてもらったという[44]。プライベートでも交流があり、料理のレシピを教えてもらうなど親しくしているという[45]。
- 1991年のある日、ドラマ撮影が夕方に終わる予定が昼に終了したため帰宅し、翌日までオフだと思いのんびり過ごしていた。その日の深夜にテレビを見ると『三宅裕司のえびぞり巨匠天国』（TBS）の生放送で司会を務めていた三宅裕司が西村の名前を呼んでいた。ドラマ撮影後、この番組のゲスト出演のスケジュールが入っていたことをすっかり忘れていて、マネージャーのポケベルに連絡しても繋がらず、急いでタクシーでスタジオに入り番組エンディングだけ出演した。最後に番組の全体の感想を聞かれたが、当時ワンセグなどないので移動の最中は番組を見ておらず何も答えられなかったことを本人は覚えており、2017年の時点でも思い出す度に反省するという[45]（2020年3月21日放送の『有吉反省会SP』（日本テレビ）でもこのエピソードが「生放送すっぽかし事件」として採り上げられた）[46]。
- 堀越学園時代、仲が良かったのは渡辺美奈代、酒井法子、後藤恭子、沢田玉恵、斉藤満喜子。芸能活動が忙しかったので休みは半年に1回しかなかった[45]。当時の夕食はロケ弁か、焼肉かラーメンに限られていた[45]。ドラマの撮影で連日休むので単位の取得のために土日も学校に登校していた[45]。
- デビューから間もない頃、クリスマスに杉浦幸、島田奈美、渡辺美奈代、佐野量子、斉藤満喜子とともに当時の自宅で女子会をした[45]。
- 20代前半の頃、伊藤智恵理と共通の友人を多く集めて飲食店で夕方から翌朝10時まで過ごした思い出がある。西村も伊藤も酒が飲めない下戸であるが、おしゃべりに興じる食事会を開くことが好きであった。また、この会を通じて色々なジャンルの人と交流をしたことが勉強になったと当時を振り返っている[47]。
- 若手時代、挨拶や楽屋のルールが厳しかったので座る場所や話し方には注意をしていたが、優しい先輩に巡り合えたことや本気で怒って注意してくれる先輩には感謝している[47]。
  - 火を使う撮影があった時、火傷したことを黙っていたら、先輩が気付いて「我慢したらもっと皆に迷惑かかる事になるからキチンと言いなさい!!」と叱ってすぐにトイレへ行って水で冷やしてくれた[47]。
  - 移動中に目立つ行動をしたため学生たちに注目されて着替えができなくなり、先輩が「こういう時はバレずに移動しないとダメだよ!!」と叱りながら、自らバスタオルで西村を隠して着替えを手伝ってくれた[47]。
- 自分が極度の心配性ということで「自分に何かあったときに対処できるため」として手話技能検定2級、保育ナチュラリスト、温泉ソムリエマイスター、花火鑑賞士、紅茶コーディネーター、カッパ捕獲許可証、そして2020年にも接客スペシャリスト、認知症介助士の資格を取得するなど、合わせて53の資格を取得しているという[48]。2023年9月時点では55個[49]。（後述）
- 性格について「探究心が強く、興味を持つとパッと動く行動派だが、熱しやすく冷めやすい」と自己評価している[50]。高校卒業後に習い事としてダンスやピアノ、英会話などに挑戦したものの、これらは資格取得とは違って終わりがないため、途中で飽きて長続きしなかったとのこと[50]。
- 好きなことは、温泉、花火、コーヒー、声優、オセロ、タイ古式マッサージを受けること[注 3]。
- 苦手なことは、料理、乗り物などの操縦[39]。ただし車の免許は1か月半という短期間で取得し、1級小型船舶操縦免許は一発合格だった[注 4]。また、アイドル時代から歌手活動を行ってきたが、本人によると「音階というものがよく分からないので、歌も楽器も下手」と自認している[51]。

### 資格に関するエピソード
21歳の時に車の免許を取りたいと所属事務所に言ったところ、当時アイドル活動中で事故の心配もあってスタッフから大反対された。しかしどうしても取得したかったため、「免許を身分証にしたいんです。自分で運転しないことは約束します」と説得して押し切り、初めての資格となる普通自動車免許を取得。
結婚後、夫の西尾が飲食店開業にあたって甲種防火管理者の資格が必要になり、西村も付き添う形で一緒に取得し、これを機に以後色々な資格を積極的に取得し始めた。20代の頃、新曲のキャンペーンにろう者のファンが来てくれて、「せめて歌詞だけでも手話で伝えられたら」との思いが、その後手話の勉強を始めるきっかけとなった。
数ある資格の中からどの資格に挑戦するかは、「好きなこと」、「苦手なこと」、「いつか役立ちそうなこと」の3つを基準に、どれか一つでも当てはまるものを選んでいる。ただし、外国語の発音がちゃんと聞き取れないため、「苦手なこと」にあたる資格でも「語学検定関連は無理」としている。
勉強時間を作るため、日常の家事を時短化することで睡眠時間を削らずに捻出している。勉強開始から合格するまでのモチベーションを保つために、資格学校で良きライバルを見つけ、疑問や不明点はメモして授業後に先生に積極的に質問している。これまでに各資格の試験は多くて2回トライし、それでも不合格の時はスパッと諦めて新たな資格取得に切り替えている。
各資格の取得後は、学んだ内容の文章をパソコンや携帯電話に打ち込んだり、手書きのノートを写真に撮って画像データとして保存したり、実技は動画で撮影するなどして、身につけた知識を忘れないようにしている。
本人は資格取得について、「日常の仕事や家事は終わりが見えませんが、資格を目標に掲げると前向きに頑張れ、違う世界も覗けて人生の幅が広がるんです」と語っている。将来の夢は、取得した資格の知識を生かして「90歳で人生アドバイザーになること」。2024年10月時点で57種類の資格を取得している。

## 出演

### 映画
- ドン松五郎の生活（1986年） - 松沢圭子 役
- 夜逃げ屋本舗（1992年） - 永島知世 役
- 超高層ハンティング（1992年） - 井上早苗 役
- 爆[BAKU]!（1993年） - 村川圭子 役
- アイ・ラヴ・ユー（1999年） - 村上今日子 役
- ライフ・オン・ザ・ロングボード（2005年）
- ゆずり葉-君もまた次のきみへ-（2009年）
- 家（2013年） - 主演・橋本種子 役
- 通学シリーズ 通学電車（2015年）
- いのちあるかぎり 木田俊之物語（2017年） - 佐藤ちほ 役
- 棘の中にある奇跡 〜笠間の栗の木下家〜（2018年） - 渋谷真弓 役
- 浅草花やしき探偵物語 神の子は傷ついて（2020年） - 岡崎美奈子 役
- 放課後アングラーライフ（2023年） - 椎羅の母 役[54]
- 魔女の香水（2023年） - 若林美鈴 役[55][56]
- SOMEDAYS（2023年） - 松平妙子 役

### テレビドラマ
- 月曜ドラマランド ぺぱ〜みんと・エイジ（1987年、フジテレビ） - 主演・杏 役
- すてきな三角関係 壁際族に花束を（1987年、TBSテレビ） - 大友奈美 役
- ノンちゃんの夢（1988年、NHK総合） - 結城真理子 役
- 猫、ふんじゃッた!（1988年 - 1989年、日本テレビ） - 滝沢麗美 役
- カッ飛び!ヤンヤン姫 第8話（1988年、テレビ東京） - おとも 役
- 暴れん坊将軍III 秋のスペシャル（1989年、テレビ朝日） - お光 役
- 水戸黄門（TBS・C.A.L.）
  - 第19部 第20話「姫が暴いた悪企み -高山-」（1990年2月12日） - 照姫 役
  - 第20部 第26話「育ての親はだめ親父 -荻-」（1991年5月6日） - おたみ 役
  - 第21部 第8話「河豚に当った黄門様 -長府-」（1992年5月25日） - おゆき 役
  - 第22部 第9話「天狗に狙われた娘 -新宮-」（1993年7月12日） - お小夜 役
- 宮本武蔵（1990年、テレビ東京） - おゆき 役
- 僕はムコ養子（1990年、TBSテレビ）
- 火曜ミステリー劇場「魔の三角形(トライアングルゾーン)殺人事件」（1990年7月24日、テレビ朝日）
- 柳生武芸帳 柳生十兵衛五十人斬り（1990年、日本テレビ） - おさと 役
- 代表取締役刑事 第11話（1991年、テレビ朝日）
- 若さま侍捕物帖 陰謀渦巻く江戸城大奥の秘密（1991年、テレビ朝日） - おいと 役
- 裸の大将 清の放浪旅芝居（1991年、関西テレビ） - 高井英子 役
- 朝比奈周平ミステリー「出雲路殺人事件」（1991年3月26日、日本テレビ） - 中沢夕子 役
- 世にも奇妙な物語「嘘八百屋」（1991年7月25日、フジテレビ） - 主演
- 花王ファミリースペシャル 虹が出た!（1991年、1992年、関西テレビ）
- 映画みたいな恋したい（テレビ東京）
  - シー・オブ・ラブ（1991年5月11日） - 主演
  - ローマの休日（1992年6月13日） - 主演
- 社長が震えた日（1992年、TBSテレビ） - 松本貴子 役
- 金田一耕助の傑作推理 悪魔が来りて笛を吹く（1992年、TBSテレビ） - 椿美禰子 役
- フジヤマのトビウオ 古橋広之進物語（1992年、TBSテレビ）
- 土曜ワイド劇場（テレビ朝日）
  - 狙われた花嫁 雪の北陸路 誘拐殺人プレイバック!ビデオに写った危ない娘たち（1992年） - 立浪亜矢 役
  - 山村美紗サスペンス 京都－飛鳥路の旅殺人事件（1992年） - 遠藤ユキ 役
- 本当にあった怖い話「髪」（1992年9月21日、テレビ朝日） - 主演
- 柴門ふみセレクション「結婚オペレーション10 to 7」（1992年、テレビ朝日） - 主演
- 独眼竜の野望 伊達政宗（1993年、テレビ朝日） - 駒姫 役
- 森繁ドラマシリーズ おやじのヒゲ17（1994年、TBSテレビ）
- 暴れん坊将軍VI（1994年、テレビ朝日）
- 星の金貨（1995年、日本テレビ） - 遠藤園子 役
  - 続・星の金貨（1996年、日本テレビ） - 遠藤園子 役
- ホステス探偵危機一髪3（2001年、TBSテレビ） - 篠田万里子 役
- 芸能リポーター服部ヨネ子の突撃取材! 西村知美殺人事件（2001年、フジテレビ） - 本人 役
- 花より男子2 第3話（2007年、TBSテレビ） - 美作あきらの母親 役
- おくさまは18歳（2011年、フジテレビTWO）
- 生まれる。（2011年、TBSテレビ） - 内田留美 役
- イタズラなKiss〜Love in TOKYO（2013年、フジテレビTWO） - 入江紀子 役

### 舞台
- LOVE LETTERS（1992年 - 1993年、朗読劇）
- サインダンスミュージカル オズの魔法使い（1997年、主演）
- すったもんだDEカガミ町（2002年）
- 豆子セブンティーン リターンズ2023（2023年）
- ギンギラ学園物語（2024年）[57]
- Thank you very マッチ de SHOW「ギンギラ学園物語 新春！再びマッチでーす！」（2025年 - 2026年〈予定〉）[58]

### テレビアニメ
- がんばれ!キッカーズ（ゲストキャラ、本人と同名の少女役）
- こどものおもちゃ（綾乃花丸小路智美）
- すごいよマサルさん（出演ではなくタイトル題字）
- Mr.MENショー2（マジックちゃん）

### 劇場アニメ
- うる星やつら いつだってマイ・ダーリン（1991年） - 女の子C 役 ※トロリン名義
- ひめゆりの塔（1995年）
- カッタ君物語（1995年） - ペリーナ 役
- それいけ!アンパンマン 夢猫の国のニャニイ（2004年） - ニャニィ 役

### ゲーム
- 迷宮のエルフィーネ（とろりん）

### ラジオ
文化放送
- 西村知美の春〜るよ恋（1987年10月 - 1988年3月、『15はドキドキ ピンクコング』内）
- 西村知美の今夜もパジャマ気分（1988年4月 - 1989年9月、『東京っ子NIGHTお遊びジョーズ』内）
- 西村知美の週刊パジャマ気分〜春が来るまで（1989年10月 - 1990年3月）

ニッポン放送
- 森田健作 青春の勲章は くじけない心（2021年11月 - 、パートナー）

ラジオ日本
- 加藤裕介の横浜ポップJ（2018年4月 - 、月曜パートナー）

綜合放送制作
- 西村知美 キュートに初恋（1986年3月 - 1996年3月、地方局など各局ネット）[4]
  - 西村知美 キュートに初恋II（1997年4月 - 1998年9月）

### バラエティ・生活情報番組
- EXテレビ（1990年、日本テレビ）※金曜
- ぴりっとタケロー（1990年、TBSテレビ）※水曜
- 所さんの家族まるだし（1990年、テレビ朝日）
- ROCK鳴缶（1991年 - 1992年、日本テレビ）
- さんまのからくりTV（1992年 - 1996年、TBSテレビ）
- 平成ふしぎ探検隊（1992年、ABCテレビ）
- 2×3が六輔（1992年 - 1994年、日本テレビ）
- さんまのSUPERからくりTV（1996年 - 2014年、TBSテレビ）
- 大発見!恐怖の法則（1996年 - 1997年、ABCテレビ）※準レギュラー
- 超次元タイムボンバー（1996年 - 1997年、テレビ朝日）※準レギュラー
- っちゅ〜ねん!（2005年 - 2006年、MBSテレビ）※月曜隔週
- ちちんぷいぷい（2007年 - 、MBSテレビ）※金曜準レギュラー
- おとな旅あるき旅（2015年7月11日、テレビ大阪）
- マツコ会議（2020年3月28日、日本テレビ） - 「88年度卒・堀越高等学校の同窓会に潜入！ 学業と芸能活動を両立してきた超人気アイドルの学園生活マル秘話にマツコ大興奮！」回に出演。渡辺美奈代、藤本恭子、喜熨斗里香、宇多川都、伊藤智恵理[注 10]らと共に出演
- 西村キャンプ場（2025年7月26日 - 8月16日、テレビ新広島）- 西村瑞樹の代役

### 教養番組
- きょうの料理（1990年 - 1991年、NHK総合）※毎月第3週

### ミュージックビデオ
- HANDSIGN『あげさげ』（2025年）[59]

### CM・広告
- 花王 エモリカ/リズミィ（リンスインシャンプー）
- 木津信用組合
- 日産自動車 日本全国日産デー（1987年）、セフィーロワゴン（1998年）
- 日清食品 スパ王
- ライオン ページワン（洗顔フォーム）
- 公共広告機構（現：ACジャパン）これだけおぼえてください（1996年）
- 武田薬品工業 ベンザブロックIP
- ハウス食品 プリンミクス/ゼリエース/うまかっちゃん
- アース製薬 アースジェット無香料（殺虫剤）
- ローソン Chocolat・後藤理沙・鈴木杏らと共演
- 東芝 Let's Chat（ヘアカーラー）、シュガーL（ラジカセ） - 2代目ヤングイメージキャラクター（初代は岡田有希子）
- 国鉄 1986年11月1日ダイヤ改正
- ヤマヒサ ユラックス/PETIO
- アルデプロ（2007年 - 2008年）
- 旭松食品 なっとういち
- 麻薬・覚せい剤乱用防止センター「ダメ。ゼッタイ。」
- 環境再生保存機構「ぜん息相談室キャンペーン」

### その他
- 電エースハウス（2021年、DVD特撮） - 地球防衛熟女イコちゃん 役

## ディスコグラフィ

### シングル
- 最高位はオリコン調べ、発売は全て東芝EMI

| No. | タイトル                         | 発売日   | 最高位 | c/w                                           | 備考                                                                             |
| --- | -------------------------------- | -------- | ------ | --------------------------------------------- | -------------------------------------------------------------------------------- |
| 1   | 夢色のメッセージ                 | 86.3.20  | 2位    | 翼にのって                                    | 映画『ドン松五郎の生活』主題歌、東芝「レッツチャット」CFソング                   |
| 2   | 見えてますか、夢                 | 86.6.23  | 2位    | ドラマ                                        | 日産自動車キャンペーンCFソング                                                   |
| 3   | わたし・ドリーミング             | 86.9.29  | 3位    | 雲の形・ハートしてる                          | 日本レコード大賞新人賞受賞曲 東芝暖房器具CFソング                                |
| 4   | 君は流れ星                       | 86.10.27 | 5位    | 銀河の少年                                    | 日本テレビ系アニメ「がんばれ!キッカーズ」オープニングテーマ&エンディング・テーマ |
| 5   | 16粒の角砂糖                     | 86.12.17 | 3位    | 想い出スケッチ                                | 東芝ラジカセ「シュガー」CFソング                                                 |
| 6   | シンフォニーの風                 | 87.3.11  | 4位    | 渚の天使                                      | ハウス食品「ゼリエース」CFソング                                                 |
| 7   | 初めまして 愛                    | 87.6.10  | 3位    | 夏をまたせて                                  | 日産自動車キャンペーンCFソング                                                   |
| 8   | ポケットに太陽                   | 87.8.5   | 2位    | 風の砂丘                                      | 10万人握手会を開催                                                               |
| 9   | 想い出の冬休み                   | 87.11.16 | 11位   | 憧れのドーヴィル                              |                                                                                  |
| 10  | サクラが咲いた                   | 88.2.10  | 11位   | 好きです                                      |                                                                                  |
| 11  | 天使のゆびさき                   | 88.5.25  | 7位    | 木の葉は緑、空は青                            | 作曲は細野晴臣                                                                   |
| 12  | Blueberry Jam                    | 88.9.7   | 9位    | 偶然ね                                        | 「偶然ね」はハウス食品「うまかっちゃん」CFソング                                 |
| 13  | きゃきゃきゃのきゃ               | 88.11.16 | 10位   | あなたらしさが欲しい                          | 日本テレビ系ドラマ「猫、ふんじゃッた!」主題歌                                    |
| 14  | さよならの学生通り               | 89.2.15  | 15位   | 約束                                          |                                                                                  |
| 15  | 眠り姫                           | 89.6.28  | 14位   | シャツの下の天使                              | 「眠り姫」は中原めいこのカバー曲                                                 |
| 16  | 愛にDESPERATE                    | 89.11.8  | 27位   | ひとちがい                                    | 松任谷由実作詞作曲、麗美のカバー曲                                               |
| 17  | グレイのすきま                   | 90.5.9   | 30位   | ミッドナイト・ツアー                          | 作曲は野村義男                                                                   |
| 18  | 花泥棒                           | 91.3.20  | -      | 君は数えられない                              | VSDのみ発売                                                                      |
| 19  | Kissより甘い風                   | 92.1.22  | 98位   | セピア                                        | 作曲は野村義男                                                                   |
| 20  | Always...                        | 92.10.7  | 95位   | 同級生/My Best Friend〜悲しい夜はそばにいて〜 | 「Always...」は初の本人作詞                                                      |
| 21  | サン・ジョルディの日に抱きしめて | 93.4.21  | -位    | 21の回転                                      | サン・ジョルディの日イメージソング                                               |
| 22  | Last Letter                      | 94.1.12  | -位    | 風の音のカーテンコール                        | 「Last Letter」は手話を交えて歌った・C/W曲は「ユラックス」CFソング               |

### オリジナル・アルバム
- 夢色の瞬間（1986年7月16日）紙ジャケット仕様限定盤（2003年11月27日）
- 天使のメイル（1987年3月21日）
- ポケットに愛（1987年8月26日）
- 天使時間（1988年6月10日）
- SNOWMANの贈り物（1988年12月21日）
- MEZZO PIANO（1989年7月26日）
- TOMOROSE LANDへようこそ（1989年12月13日）
- Vingt ans（1991年3月20日）

### ベストアルバム
- Selection 20（1988年7月6日）
- MEMORIES（1989年4月8日）
- BEST NOW（1990年2月7日）
- BEST NOW（1990年11月14日）
- T-MOON（1994年3月30日）
- TWIN BEST（1998年3月28日）
- ゴールデン☆ベスト（2002年11月20日）
- NEW BEST 1500（2005年8月24日）
- ゴールデン☆ベスト(スペシャルプライス盤)（2021年6月9日）

### 企画アルバム
- 愛の小箱 バースディー・アルバム（1986年12月17日）
- ウィンター・ワンダーランド（1987年12月16日）
- P-FREAKS HOUR 〜ヤマアラシとその他の変種（1990年）※収録曲「ヤマアラシ嗜好症」にゲストボーカルとして参加
- Valentine with Tomomi（1991年1月23日）

### 映像作品
- FUSHIGI・ドリーミング in Australia（1986年10月16日）
- 愛の地平線 ニュージーからのメイル（1987年4月6日）
- 不思議の国の知美（1989年1月11日）
- TORORINのパリ便り（1989年4月8日）
- Vingt ans（1991年4月19日）

※上記5タイトルは2007年3月14日にDVDでリリース。

### その他の楽曲
- きらめきの翼（1995年公開のアニメ映画『カッタ君物語』主題歌。未CD化）
- 夢猫の子守唄（2004年7月22日発売のサウンドトラック盤『それいけ!アンパンマン 夢猫の国のニャニイ』収録）

## CD-ROM
- 夢色のタイムカプセル（発売：学習研究社、制作：リンク工房）
- おおた慶文の世界（リンク工房）
- 手話入門 君の手がささやいている（富士通ミドルウェア）

ほか

## 書籍

### エッセイ
- 夢幻童子（1990年、ワニブックス）
- 知美のラブラブ新婚料理日記（1998年、小学館）
- 私が不思議に思うこと（2002年、青春出版社）
- 楽しいごはん（2003年、学研）
- 天然出産（2004年、アスコム）
- 私にもできた資格獲得30個（2009年、講談社）

### 写真集
- Tomomi Dreaming （1986年、学研）
- 愛の夢気分（1987年、音楽専科社）
- 物語へようこそ（1987年、TIS）
- 夢絵画（1989年、音楽専科社）
- ヴァンタン（1991年、音楽専科社）
- シエスタ（1991年、大陸書房）
- Declaracion de amor（1992年、大陸書房）
- 桜蘭（1995年、ぶんか社）
- 夢十夜（1996年、ぶんか社）

### 手芸手編み糸作品集
- 素敵な秋冬ニット（2004年、ブティック社）

### 絵本
- ぐるぐるまわる（2006年、日本文芸社）

## 取得した資格一覧
この欄では、本人が取得した資格・検定・認定証などを表記。各年数は、資格を取得した年（2023年12月時点で56種）
- 1992
  - 普通自動車免許（マニュアル）
- 1998
  - ギフト・ラッピングコーディネーター
  - 着物着付け基本エクセレント2級（現・着物着付け5級準師範）
  - 甲種防火管理者
- 2000
  - 介護職員初任者研修（旧・ホームヘルパー2級）
- 2001
  - タイ古式マッサージ（ただし、タイ国内のみ有効の資格とされる）
  - 食品衛生責任者
- 2002
  - 小型車両系建設機械免許（3t未満のパワーショベルやブルドーザーなどを扱うための資格。詳しくは車両系建設機械運転者を参照）
  - 手話技能検定2級
- 2003
  - 紅茶コーディネーター
  - ベジタブル＆フルーツマイスター・ジュニアマイスターコース
- 2005
  - 中級手話インストラクタ＜ただし、現在（2023年12月）は期限切れ＞
  - ABCブレッドライセンス
  - おもちゃコンサルタント
- 2006
  - ニー・ハングキャッチ（空中ブランコ）認定証
  - 16mm映写機操作
  - 英文タイピングエキスパート6級（インターネット検定）
  - タイピングエキスパート6級（インターネット検定）
- 2007
  - 花火鑑定士（秋田大曲花火倶楽部）
  - 温泉ソムリエ（赤倉温泉観光協会）
  - デジカメエキスパート2級（インターネット検定）
  - ぷちハワイエキスパート2級（インターネット検定）
  - バリニーズ・マッサージ修了証
  - カッパ捕獲許可証（遠野市認定）[注 11]
  - 保育ナチュラリスト
- 2008
  - 飾り巻き寿司1級インストラクター
  - 家事検定3ツ星
- 2009
  - ボディマネジメントコーチ・プロ
  - 上級救命技能認定証
  - キラリ脳検定3級（インターネット検定）
- 2010
  - 1級小型船舶操縦免許
- 2011
  - 温泉ソムリエマスター、温泉ソムリエアンバサダー認定証
  - バリニーズ・フェイシャルマッサージ修了証
- 2012
  - 声優能力検定2級
  - 環境カオリスタ
- 2013
  - スイーツ検定
  - けん玉道1級
- 2014
  - デコレーションアドバイザー
  - コーヒードリップアドバイザー
- 2015
  - TOYOTA Winglet Pass
- 2016
  - 調剤薬局事務 修了証
  - 日本化粧品検定3級
- 2017
  - 腸セラピーリッチ インストラクター
  - 漢方 認定講師
  - 薬膳セラピー 認定講師
  - キムチビルダー
- 2018
  - オセロ1級
  - 日本健康マスター検定ベーシック
- 2019
  - 温泉健康指導士
- 2020
  - 認知症介助士
  - 接客スペシャリスト
- 2021
  - 整理収納アドバイザー2級
  - レクリエーション介護士2級
  - 終活ガイド検定3級
- 2022
  - アーシングジュガ・インストラクター
- 2023
  - お好み焼き検定・初級